# Fumaria microstachys
Fumaria microstachys Kralik ex Hausskn. – gatunek rośliny należący do rodziny makowatych. Występuje endemicznie w Egipcie.

## Morfologia
ŁodygaSolidna.
LiścieBrzegi liści są ząbkowane. przylistki są krótsze niż szypułki.
KwiatyZebrane w gronach. Mają różową barwę. Płatki mają jajowaty kształt. Mają różową barwę, na końcach są mniej lub bardziej purpurowe. Działki kielicha są dość wąskie. Nie są dłuższe niż jedna trzecia długości korony kwiatu.

## Biologia i ekologia
Roślina jednoroczna. 

## Zastosowanie
Gatunek ten bywa uprawiany w okolicy Aleksandrii.